# Aníbal Tobón
Aníbal Tobón Bermúdez (Bogotá, 10 de septiembre de 1947-Barranquilla, 17 de agosto de 2016) fue un poeta, titiritero, actor, dramaturgo, periodista y artista plástico colombiano. Se le recuerda por hacer parte del grupo artístico El Sindicato, ganador en 1978 del XXVII Salón Nacional de Artistas con la obra "Alacena con zapatos".

## Biografía
Aníbal Tobón nació el 10 de septiembre de 1947 en Bogotá. Hijo de Aníbal Tobón, de origen antioqueño, y de la barranquillera Auriestela Bermúdez, quienes se habían trasladado de Barranquilla a la capital del país para trabajar como periodistas para el diario El Espectador, en temas relacionados con la agricultura. En 1950 regresaron a Barranquilla y se instalaron en Barrio Abajo.
A finales de los años setenta se vinculó al Nadaísmo, gracias al poeta Jaime Jaramillo Escobar, quien en ese entonces vivía en Barranquilla. Sin embargo, se apartó del movimiento en 1970 cuando su fundador, Gonzalo Arango, decidió apoyar la candidatura del político liberal Carlos Lleras Restrepo. Tobón envió una carta a Arango, la cual fue publicada en la revista Nadaísmo 70: «No trates de embarcar el Nadaísmo en esa locuaz empresa. Quiero recordarte que el Nadaísmo no es un trampolín político para esa clase de saltos al poder y que el Nadaísmo no es un comensal en los banquetes de la sociedad (...) Las nuevas generaciones de vanguardia te ofrecen su sincero repudio porque hemos visto que has vuelto a morder la manzana y aun vemos la traición poniendo huevos pútridos de mosca en tu cerebro», escribió.
Tobón viajó a París en 1973. Se matriculó en la Universidad de París 8, donde adelantó estudios de teatro durante tres meses. Poco después viajó a Suecia, invitado por un festival de teatro; sin embargo, decide quedarse en el país escandinavo, donde permaneció hasta 1998.
Regresó a Barranquilla en 1999, luego de una breve estancia en Venezuela.

## Obra
Tobón fue un hombre polifacético. Exploró diversas expresiones artísticas a lo largo de su vida, pero no fue muy dado a dejar registros. Solía desconfiar de los escritores que se afanaban en publicar, como si esa fuera la finalidad de la literatura. Escribía sin considerar la difusión de su obra, de manera que mucha se quedó en cuadernos y se perdió para siempre. Algunos de sus textos fueron publicados en revistas nacionales e internacionales como Puesto de Combate y Viacuarenta. Destaca el cuento "El hombre que recogía sus pasos", el cual aparece en el volumen 71-75 de Huellas, en 2004. Han sido sus amigos, bien en vida o después de su muerte, quienes se han dedicado a recopilar sus escritos.
Con El Sindicato realizó varios ready made, entre los que recuerdan "Alacena con zapatos" y "Barricada". Otras obras fueron "Espacios de actitud", "Montones", "Dispersar", "Velorio" y "Aguinaldo".
Fue el actor principal del cortometraje Contigo, del director Christian Mejía Carrascal, estrenado en 2012. La película recibió el Premio al Mejor Corto Colombiano en el Festival Internacional de Cine de Barranquilla, en 2013.

### Ready made

#### Alacena con zapatos
Es la obra más representativa del grupo El Sindicato. Sobre una alacena de tres peldaños hay centenares de zapatos viejos que saturan la estructura de madera, creando un objeto que generó controversia en el arte colombiano de los años setenta, pues transgredía con los estándares estéticos de la época. La obra está inspirada parcialmente en el poema "A mi ciudad nativa", del poeta cartagenero Luis Carlos López, y supone una denuncia contra la pobreza y la injusticia social del país, reflejada tanto en el impacto visual que generaba en el espectador, como en la composición de los materiales, recogidos por indigentes barranquilleros.
"Alacena con zapatos" ganó en 1978 el XXVII Salón Nacional de Artistas, hecho que buena parte de la crítica consideró una burla. El jurado estuvo conformado por Waldo Rasmussen, director del Programa Internacional del Museo de Arte Moderno de Nueva York; Aracy Amaral, directora de la Pinacoteca del Estado de Sao Paulo, y el artista colombiano Santiago Cárdenas. En 2014, la revista Arcadia la reconoció como una de las 119 obras que mejor han recreado las artes y la sociedad colombianas durante el siglo XX.

### Poesía
Se le conocen cuatro poemarios: Pandemonium, publicado en Barranquilla en 1974, considerado por él como «un panfleto de olvidado nombre y de cuya impresión todavía no se repone»; Testimonios de naufragios, de 1990, un «libro-frasco» publicado en Suecia; Ocios del oficio, su poemario más conocido, el cual contiene los poemas que solía recitar en eventos, y Mi última aventura, publicado póstumamente en agosto de 2017 por la editorial Luna con Parasol.

#### Ocios del oficio
Ocios del oficio, publicado en octubre de 2006 por la editorial venezolana Ediciones El Cayapo, es su tercer poemario. La primera edición tiene 64 páginas que contienen 47 poemas, 5 poemas en prosa, 2 dibujos del artista plástico Efraín Arrieta y un dibujo de Rukleman Soto. El diseño del libro y la portada estuvieron a cargo de Pablo Fierro y Ramón Mendoza. Está dividido en cinco partes: Onírias, Zenderos, Del amor, Naugrafios y Variopintos. Contiene los poemas "Zen tina" y "Cuando yo digo cielo", los cuales acostumbraba a recitar.
Tobón solía romper un ejemplar de este libro cada vez que declamaba en público, según él, como reminiscencia de su pasado como actor de teatro. Por esta razón, y porque el libro jamás salió a la venta sino que circuló de manera espontánea entre poetas y amigos de Colombia y Venezuela, no quedan muchas copias de la única edición de Ocios del oficio.

### Narrativa

#### Novela
- 2021. Noticias de la muerte

#### Cuento
- 2010. El pozo mágico
- 2014. Don Quejote sin mancha
- El caballo y la bicicleta
- Nimba, la nubecita viajera

#### Otros trabajos
- 2013. Los monumentos hablan en Barranquilla
- 2014. Diccionario mínimo de máximas ilustradas